# Ursula Schulze-Bluhm
Úrsula Schultze-Bluhm (n. Bluhm, nombre artístico Ursula; Mittenwalde 17 de noviembre de 1921 - Colonia 9 de abril de 1999) fue una pintora alemana.

## Biografía
Ursula Bluhm creció en Mittenwalde (Margraviato de Brandenburgo) e hizo el bachillerato en un colegio en Königs Wusterhausen. En 1938, tras trasladarse a Berlín-Lichtenrade, Bluhm escribió sus primeros textos en prosa y estudios lingüísticos.
Durante la Segunda Guerra Mundial, Bluhm se vio obligada a trabajar en una oficina. De 1945 a 1953 trabajó en el departamento de cultura de los programas America House en Berlín y Hesse. En 1950, un año después de mudarse a Fráncfort del Meno, Ursula Bluhm comenzó a pintar y escribir poesía.
Realizó su primer viaje a París en 1951 y haciendo visitas regularmente desde entonces. En 1954 fue descubierta por Jean Dubuffet para su Musée de l' Art Brut en París. Desde entonces utilizó el nombre artístico de Úrsula.
Hizo su primera exposición individual en 1954 en la Franck Gallery de Fráncfort del Meno. En 1955 se casó con el también pintor alemán Bernard Schultze, representante del movimiento de arte informalismo. De ahí en adelante su nombre será Schultze-Bluhm.
A partir de 1958 creó sus primeros ensamblajes artísticos. Desde entonces, Ursula trabajó cada vez más con la realidad y desarrolló una mitología propia. Empezó a trabajar con pequeños objetos y cada vez más con ensamblajes de pieles a las que daba un carácter de santuario. Estuvo representada por la Galerie Daniel Cordier de París y Fráncfort del Meno y expuso con regularidad.

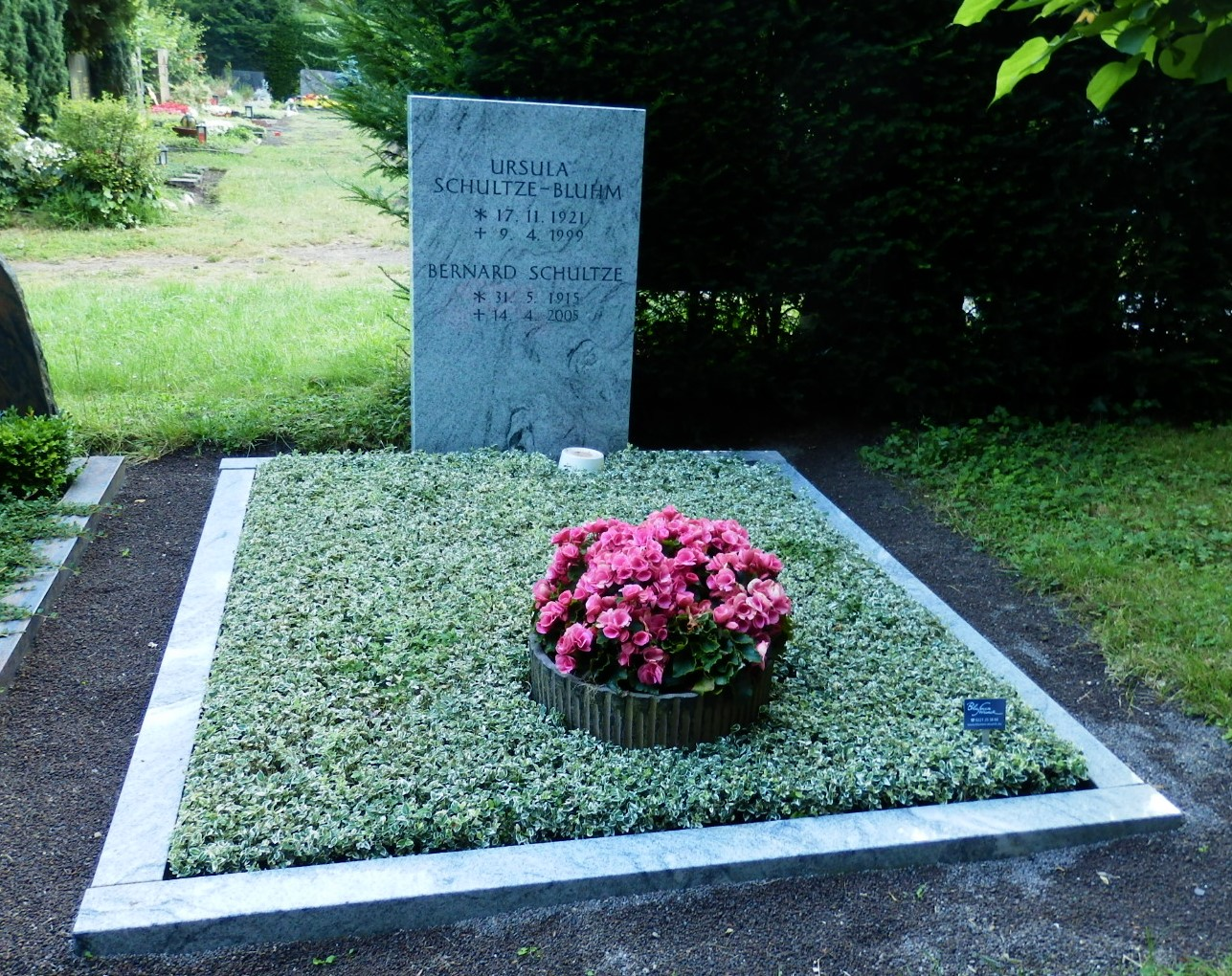
Tumba familiar en el cementerio de Melaten en Colonia

De 1964 a 1967 realizó varios viajes a Nueva York, Washington D. C. y París. En 1968 se mudó a Colonia con su esposo. En la década de 1970 hizo viajes de estudio a San Petersburgo, Sri Lanka, Tailandia, Birmania, México, Guatemala, Hong Kong, Bali y Singapur. En 1971 se quedó unos meses en Estados Unidos y participó en exposiciones colectivas. A partir de 1974 crea dibujos de gran formato en técnica sepia y pluma, y a partir de 1976 intensifica su trabajo sobre objetos de gran tamaño. En 1977 participó en la Documenta 6 de Kassel y en 1979 participó en la Bienal de Sydney. A partir de 1984, se crearon cada vez más textos y dibujos además de sus pinturas.
Ursula Schultze-Bluhm aparece con su nombre artístico URSULA en la lista de miembros de la Deutscher Künstlerbund. Entre 1966 y 1989 participó en un total de catorce importantes exposiciones anuales del DKB.
Falleció en Colonia el 9 de abril de 1999. Su tumba está en el cementerio Melaten de Colonia (pasillo 39).

## Reconocimientos
- 1983: Premio de Arte Theo Wormland, Múnich, junto con Bernard Schultze

## Exposiciones (selección)
- 1954: Zimmergalerie Frank, Fráncfort del Meno
- 1963: Galería Daniel Cordier, París
- 1964: Museo de Wiesbaden, Wiesbaden
- 1979: Künstlerhaus Viena (con Bernard Schultze)
- 1987: Museo Folkwang, Essen
- 1992: Museo Von der Heydt, Wuppertal
- 1992: Museo de la ciudad de Colonia, Colonia
- 1996: Galería Darthea Speyer, París
- 1998: Galería Henze & Ketterer, Wichtrach/Berna
- 1998: Representación del Estado de Renania del Norte-Westfalia ante la Unión Europea, Bruselas

## Obras en colecciones públicas (selección)
- Galería Nacional de Berlín, Berlín[2]
- Museo de Bochum, Bochum
- Museo de Arte de Bonn, Bonn
- Galería de arte de Bremen, Bremen
- Museo del Muro Este, Dortmund
- Colecciones estatales de arte de Dresde, Dresde[2]
- Museo Wilhelm Lehmbruck, Duisburgo
- Museo Folkwang, Essen
- Museo de Arte Moderno, Fráncfort del Meno[8]
- Hamburger Kunsthalle, Hamburgo
- Museo Sprengel, Hannover
- Colección de arte estatal y municipal, Kassel
- Museo Ludwig, Colonia[2]
- Colección de l'Art Brut, Lausana
- Musée National d'Art Moderne, Centro Pompidou, París[2][9]
- Fundación Maeght, Saint-Paul-de-Vence
- Museo Ludwig en el Museo Ruso, San Petersburgo
- Museo de Wiesbaden, Wiesbaden
- Märkisches Museum Witten (“Casa Ursula Pelz”, en el archivo)
- Museo Von der Heydt, Wuppertal

## Patrimonio y ProyectosSchultze
El Museo Ludwig de Colonia administra gran parte del patrimonio artístico de Úrsula y Bernardo Schultze. En memoria de la pareja de artistas, el museo puso en marcha en septiembre de 2017 la serie  “Proyectos Schultze“: Cada dos años, se invita a un artista a crear una obra para la pared frontal del hueco de la escalera del Museo Ludwig.  El formato de obra a gran escala como aspecto central de la obra madura de Bernard Schultze representa un punto de referencia sustancial para las posiciones artísticas previstas para los Proyectos Schultze. El primer artista de la serie de proyectos fue Wade Guyton.
Parte del patrimonio de la pintora y su marido Bernard Schultze es custodiado desde 2019 por el Van Ham Art Estate de Colonia en colaboración con el Folkwang-Museumsverein.